# Ruda, Lebedîn
Ruda (în ucraineană Руда) este un sat în comuna Ștepivka din raionul Lebedîn, regiunea Sumî, Ucraina.

## Demografie
Componența lingvistică a localității Ruda
     Ucraineană (98,21%)
     Rusă (1,79%)
Conform recensământului din 2001, majoritatea populației localității Ruda era vorbitoare de ucraineană (98,21%), existând în minoritate și vorbitori de rusă (1,79%).